# Lina Heydrich

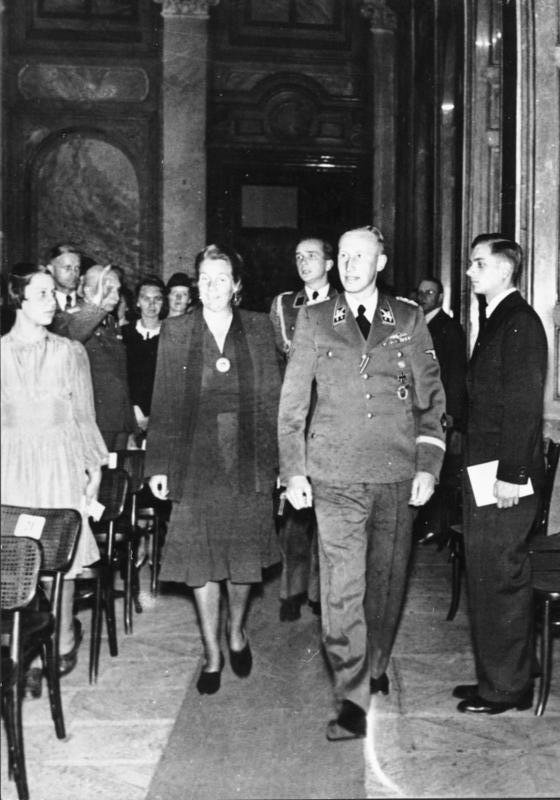
Lina und Reinhard Heydrich besuchen ein Konzert im Prager Waldsteinpalast anlässlich der Prager Musikwoche (26. Mai 1942)

Lina Mathilde Heydrich, geborene von Osten, in 2. Ehe verheiratete Manninen (* 14. Juni 1911 auf Fehmarn; † 14. August 1985 ebenda), war die Ehefrau des späteren SS-Obergruppenführers, Leiters des Sicherheitsdienstes (SD) der NSDAP, Leiters des Reichssicherheitshauptamtes (RSHA) und Stellvertretenden Reichsprotektors in Böhmen und Mähren, Reinhard Heydrich.

## Leben

### Herkunft
Lina von Osten war die Tochter von Jürgen von Osten (1870–1968) und Mathilde von Osten, geb. Hiss (1874–1968). Ihr Vater war ein verarmter deutscher Aristokrat dänischer Herkunft, der als Dorfschullehrer in Lütjenbrode arbeitete. Zum 1. August 1932 trat sie in die NSDAP ein (Mitgliedsnummer 1.201.380) und war bereits in jungen Jahren eine „überzeugte Nationalsozialistin und glühende Antisemitin“. Ihre Familie war gleichfalls stark rechts orientiert, ihr Bruder Hans (1910–1989) wurde 1928 Mitglied der SA.
Lina von Osten schloss 1927 die Schule in Oldenburg in Holstein mit der Mittleren Reife ab und begann 1928 in Kiel in einer Berufsschule für Mädchen eine Ausbildung zur Gewerbelehrerin.

### Zusammentreffen mit Reinhard Heydrich
Sie lernte Reinhard Heydrich am 6. Dezember 1930 in Kiel kennen. Bereits nach zwei Wochen verlobten sie sich beide heimlich. Einige Tage später hielt Heydrich in einem Brief offiziell bei ihrem Vater um sie an. Unter ihrem Einfluss – und dem ihrer zutiefst rechtsnational orientierten Familie – näherte sich der parteipolitisch anfangs indifferente Heydrich dem Nationalsozialismus an. Dazu hatte Lina Heydrich ihren zukünftigen Mann gedrängt, ein eigentlich bereits abgesagtes Vorstellungsgespräch bei Heinrich Himmler in München dennoch wahrzunehmen, womit eine steile Karriere ihren Anfang nahm. Am 26. Dezember 1931 – ihr Mann war damals bereits Mitglied der NSDAP, seit dem 14. Juli 1931 der SS und für den Reichsführer der SS Heinrich Himmler tätig – fand in Großenbrode die Hochzeit nach evangelischem Ritus und unter Absingen des Horst-Wessel-Liedes statt. Anfang 1932 zog sie mit Heydrich nach München und ihre gemeinsame Wohnung war zugleich das Büro des Sicherheitsdienstes der NSDAP. Aus der Ehe gingen vier Kinder hervor: Klaus (* 17. Juni 1933; er starb am 24. Oktober 1943 bei einem Verkehrsunfall), Heider (* 23. Dezember 1934), Silke (* 9. April 1939) und Marte (* 23. Juli 1942).
Heider war später einer der Geschäftsführer des Dornier-Werks in Oberpfaffenhofen. Silke wurde Opernsängerin.

### Leben als Ehefrau Heydrichs
Die Machtergreifung durch die NSDAP und Karrieresprünge ihres Mannes begleitete sie mit Freude und politischer Anteilnahme. Nach der Übernahme der politischen Polizei (BPP) in Bayern beschrieb sie in einem Brief ihren Eltern triumphierend die Entmachtung der bayerischen Regierung und die laufenden Verhaftungswellen: 

„Abends hatte die SA und SS ihr besonderes Vergnügen. Sie hatten die Aufgabe, alle politischen Gegner, soweit sie bekannt waren, zu verhaften und ins braune Haus zu bringen. Das war was für die Jungs. Endlich einmal Rache nehmen dürfen für all das Unrecht, was man ihnen zufügte, für all die Schläge und Verwundungen, und Rache zu nehmen dürfen für ihre gefallenen Kameraden. Über 200 sitzen jetzt, KPD, SPD, Juden und Bayerische Volkspartei … In Socken und Nachthemd steht der Herr Innenminister in der Halle, umgeben von einer Menge SA und SS, die vor lachen nicht wissen wohin. Dann kommen sie und treten dem weinenden Innenminister mit ihren schweren Stiefeln auf die große Zehe, daß er zwischen ihnen hopst von einem Bein aufs andere. Ihr könnt Euch das Bild wohl vorstellen. Als nächster wird der Jude Lewy eingeführt. Mit dem machen sie kurzen Prozeß. Sie hauen ihn mit Hundepeitschen durch, ziehen ihm Schuh und Strümpfe aus und so muß er barfuß in Begleitung von SS seiner häuslichen Behausung zuwandern …“

Mit Margarete Himmler, der Frau von Heinrich Himmler, verstand sie sich nicht. Sie warf ihr unter anderem Geiz vor, der sich in einer zu einfachen Haushaltsführung ausdrücke. Lina Heydrich selbst genoss den gehobenen Lebensstil, den das Einkommen ihres Mannes der Familie Heydrich ermöglichte. Nicht nur Reinhard Heydrich, auch sie selbst soll einige Affären gehabt haben.
Nach der Ernennung ihres Mannes zum stellvertretenden Reichsprotektor von Böhmen und Mähren übersiedelte die Familie zu Lina Heydrichs Genugtuung auf das luxuriöse und idyllische Anwesen Schloss Jungfern Breschan bei Prag, das bereits nach Einmarsch der Wehrmacht seinem jüdischen Eigentümer Ferdinand Bloch-Bauer weggenommen worden war und nun nach ihren Wünschen umgestaltet wurde.

### Leben als Witwe

#### Weiterer Lebensweg
Nach dem Attentat auf Heydrich in Prag und seinem Tod eine Woche später am 4. Juni 1942 lebte Lina Heydrich mit ihren Kindern bis 1945 weiterhin auf dem Schloss, das sie erst kurz vor der anrückenden Sowjetarmee auf persönlichen Ratschlag Heinrich Himmlers in Richtung Bayern verließ. Ihr zur Verfügung gestellte jüdische Zwangsarbeiter behandelte sie schlecht. Nach späteren Zeugenaussagen habe sie die Arbeiter mit einem Fernglas beobachtet und diejenigen, die ihr zu langsam arbeiteten, von SS-Wachen peitschen lassen. „Jüdische Zwangsarbeiter, deren Verhalten ihr nicht gebührend respektvoll erschien, bespuckte oder schlug sie.“ Die jüdischen Zwangsarbeiter wurden 1944 gegen Nichtjuden ausgetauscht und in Vernichtungslager deportiert.
In den Nachkriegsjahren lebte sie in ihrer Herkunftsregion in Burg auf Fehmarn. Ein Auslieferungsersuchen der tschechoslowakischen Regierung wurde 1947 von der britischen Militärverwaltung abgelehnt. Sie wurde 1948 in der Tschechoslowakei in Abwesenheit zu lebenslanger Haft verurteilt.
Auf Fehmarn betrieb sie die Pension Imbria Parva, die häufig „ehemalige SS-Kameraden ihres Mannes zu Wiedersehensfeiern“ beherbergte, die dort Erinnerungen an „bessere Zeiten“ austauschten. Mit dem finnischen Maler und Theaterdirektor Mauno Manninen war sie von 1965 bis zu seinem Tod 1969 verheiratet. Im Februar 1969 brannte das Hotel Imbria Parva bei Schweißarbeiten unter dem Reetdach ab. Mit ihrem 70. Geburtstag zog sich Lina Heydrich ins Privatleben zurück.
Die Verantwortung ihres ersten Ehemannes Heydrich für die Opfer des Nationalsozialismus verharmloste sie, unter anderem in ihren Memoiren, die 1976 unter dem Titel Leben mit einem Kriegsverbrecher erschienen. Darin beschrieb sie ihren Mann als einen aufrechten Ehrenmann, der in einer ihm vorgesetzten Situation und Zwangslage nicht anders habe handeln können, als er es tat. „Die durch den deutschen Steuerzahler gut versorgte Lina Heydrich sollte niemals ein Wort des Bedauerns über die Taten ihres Mannes äußern“, sondern „starb im August 1985, voller Verachtung für eine Gesellschaft, die es ablehnte, die Opfer zu würdigen, die ihre Familie während des Krieges gebracht hatte“, schrieb später der Historiker Robert Gerwarth über sie.

#### Hinterbliebenenversorgung
Nach Angaben Werner Masers im Anhang ihrer Autobiographie hatte Lina Heydrich im „Dritten Reich“ nach dem Attentat auf ihren Mann für sich und die gemeinsamen Kinder neben weiteren Zuwendungen die beamtenrechtlichen Witwen- und Waisenbezüge eines Polizeigenerals in Höhe von 1900 Reichsmark netto monatlich bezogen. Diese Zahlungen wurden nach Ende des Krieges eingestellt und nach dem bundesdeutschen 131er Gesetz nicht wieder aufgenommen.
Im Jahr 1950 beantragte Lina Heydrich beim Landesversorgungsamt Schleswig-Holstein Witwen- und Waisenbezüge nach dem Gesetz über die Versorgung der Opfer des Krieges (Bundesversorgungsgesetz), weil ihr Ehemann bei dem Attentat „einer unmittelbaren Kriegseinwirkung zum Opfer gefallen“ sei. Der Antrag wurde 1952 abgelehnt, unter anderem, da Reinhard Heydrich kein Soldat, sondern Reichsbeamter gewesen sei. Das sodann angerufene Oberversicherungsamt Schleswig gab indes Lina Heydrich Recht. Im Urteil der VIII. Spruchkammer vom 9./28. Februar 1953 galt das Attentat als „Kampfhandlung“ im Sinne des § 1 Abs. 2a, § 5 Abs. 1 Buchst. a BVG, weil es in England mit tschechischen Staatsangehörigen vorbereitet worden sei. Dagegen legten das Land Schleswig-Holstein, vertreten durch das Landesversorgungsamt, und der Bundesminister für Arbeit und Sozialordnung 1954 Einspruch ein.
Mit Urteil vom 27. Juni 1958 bestätigte das Landessozialgericht Schleswig die Entscheidung des Oberversicherungsamtes. Im Gegensatz zum 131er Gesetz und zu Entschädigungsregelungen der Ländergesetzgebung oder alliierten Verordnungen war in das Bundesversorgungsgesetz der Begriff der „Unwürdigkeit“, der Ansprüche von NS-Tätern ausgeschlossen hätte, nicht aufgenommen worden, nachdem im Gesetzgebungsverfahren eine entsprechende Regelung auf Widerstand seitens der Regierungsparteien CDU, FDP und Deutsche Partei (DP) gestoßen war. Die Rolle oder konkrete Taten Heydrichs während der NS-Zeit waren deshalb vom Landessozialgericht nicht zu bewerten. Es ging ausschließlich um die Frage, ob das Attentat auf Heydrich als Kriegshandlung anzusehen war. Anders als der vom Gericht beauftragte Gutachter Michael Freund vertrat dieses dabei die Auffassung, dass die Attentäter „tschechische Soldaten“ gewesen seien, „die … auf Seiten der alliierten Streitkräfte am Kriege gegen das Deutsche Reich teilnahmen.“ Auch wenn sie von den Kriegsregeln abgewichen seien, hätten „ihre Aktionen aber nicht den Charakter von Kampfhandlungen“ verloren. Dadurch wurde Lina Heydrich eine Witwenrente nach dem Bundesversorgungsgesetz in Höhe von 1000 DM monatlich zuerkannt. Die rückwirkend ausgezahlte Rente ermöglichte Heydrich nach dem Brand 1969 den Erwerb eines Anwesens im Dorf Todendorf auf Fehmarn.
Die Gerichtsentscheidung führte zu öffentlicher Kritik, etwa durch den Bund der Verfolgten des Naziregimes bis hin zur schleswig-holsteinischen Landesregierung unter Ministerpräsident von Hassel, weil die Kriegsopferversorgung vor allem den Kriegsversehrten und der sozialen Entschädigung bedürftiger Familien von gefallenen oder vermissten Soldaten zugutekommen sollte, nicht aber für den Zweiten Weltkrieg und seine Folgen verantwortlichen ehemaligen NS-Funktionären.
Im Kabinett der beigeladenen Bundesrepublik Deutschland führte das Urteil zu einer Erörterung, später auch zu einer Großen Anfrage der SPD-Bundestagsfraktion zu Fragen der Justizpolitik.
1954 wandte sich Lina Heydrich außerdem mit einer Petition an den Deutschen Bundestag wegen einer Ausbildungsbeihilfe und einer Lehrstelle für ihren Sohn, geregelt in §§ 25 ff. BVG 1950.

## Veröffentlichungen
- Leben mit einem Kriegsverbrecher. Mit Kommentaren von Werner Maser. Ludwig, Pfaffenhofen 1976, ISBN 3-7787-1025-7.
  - Neuaufl.: Mein Leben mit Reinhard. Die persönliche Biographie. Hrsg. von Heider Heydrich. Druffel & Vowinckel, Gilching 2012, ISBN 978-3-8061-1228-3.